# Jan Prosek
Jan Prosek (* 23. ledna 1995) je český fotbalový obránce a bývalý mládežnický reprezentant České republiky. Aktuálně působí v FK Pardubice.

## Klubová kariéra
Svou kariéru začal v ČAFC Praha, odkud v roce 2003 přestoupil do SK Slavia Praha. Tam celkem čtrnáct let, do A-týmu se nikdy neprobojoval. V ČFL hostoval v TJ Štěchovice. V FC Slavoj Vyšehrad hostoval v druhé lize, ze které během půlroku klub sestoupil. Na podzim roku 2016 hrál tak na Vyšehradě znovu pouze ČFL. Následující půlrok v juniorce Slavie Praha byl jeho poslední v Praze. V létě 2017 přestoupil do FK Pardubice. Tam se během pár let stal jedním ze stavebních kamenů a stabilním článkem základní sestavy. V roce 2020 postoupil s Pardubicemi do první ligy. Tam poprvé hrál 23. srpna 2020 na půdě FK Jablonec (prohra 0:1).

## Reprezentační kariéra (mládežnické kategorie)
Hrál 57krát mládežnických kategoriích reprezentace České republiky, od výběru do 16 let do výběru do 20 let. Do kategorie do 21 let se neprobojoval.